# J. Walter Ruben
Jacob Walter Ruben, accreditato come J. Walter Ruben (New York, 14 agosto 1899 – Los Angeles, 4 settembre 1942), è stato uno sceneggiatore, regista e produttore cinematografico statunitense.

## Biografia
Ha scritto la sceneggiatura di 35 film tra il 1926 e il 1942. Ha anche diretto 19 film tra il 1931 e il 1940. L'attore Hutch Dano è suo pronipote. Nato a New York e morto a Hollywood, è sepolto nel cimitero di Forest Lawn Memorial Park di Glendale.

## Filmografia parziale
Regista
- Eroi senza gloria (Secret Service) (1931)
- La grande menzogna (No Other Woman) (1933)
- Success at Any Price (1934)
- Where Sinners Meet (1934)
- Il tesoro del fiume (Old Hutch) (1936)
- Riffraff (1936)

Sceneggiatore
- Il mio ragazzo (Young Donovan's Kid), regia di Fred Niblo (1931)

Produttore
- Giuramento di sangue (20 Mule Team), regia di Richard Thorpe (1940)
- Ritorna se mi ami (Flight Command), regia di Frank Borzage (1940)
- Avventura all'Avana (Her Cardboard Lover), regia di George Cukor (1942)